# Friedrich Bohndorff
Friedrich Bohndorff (Plau am See, 16  de agosto de 1848 - África Oriental Alemana, después de 1894) fue un explorador y ornitólogo alemán.

## Biografía

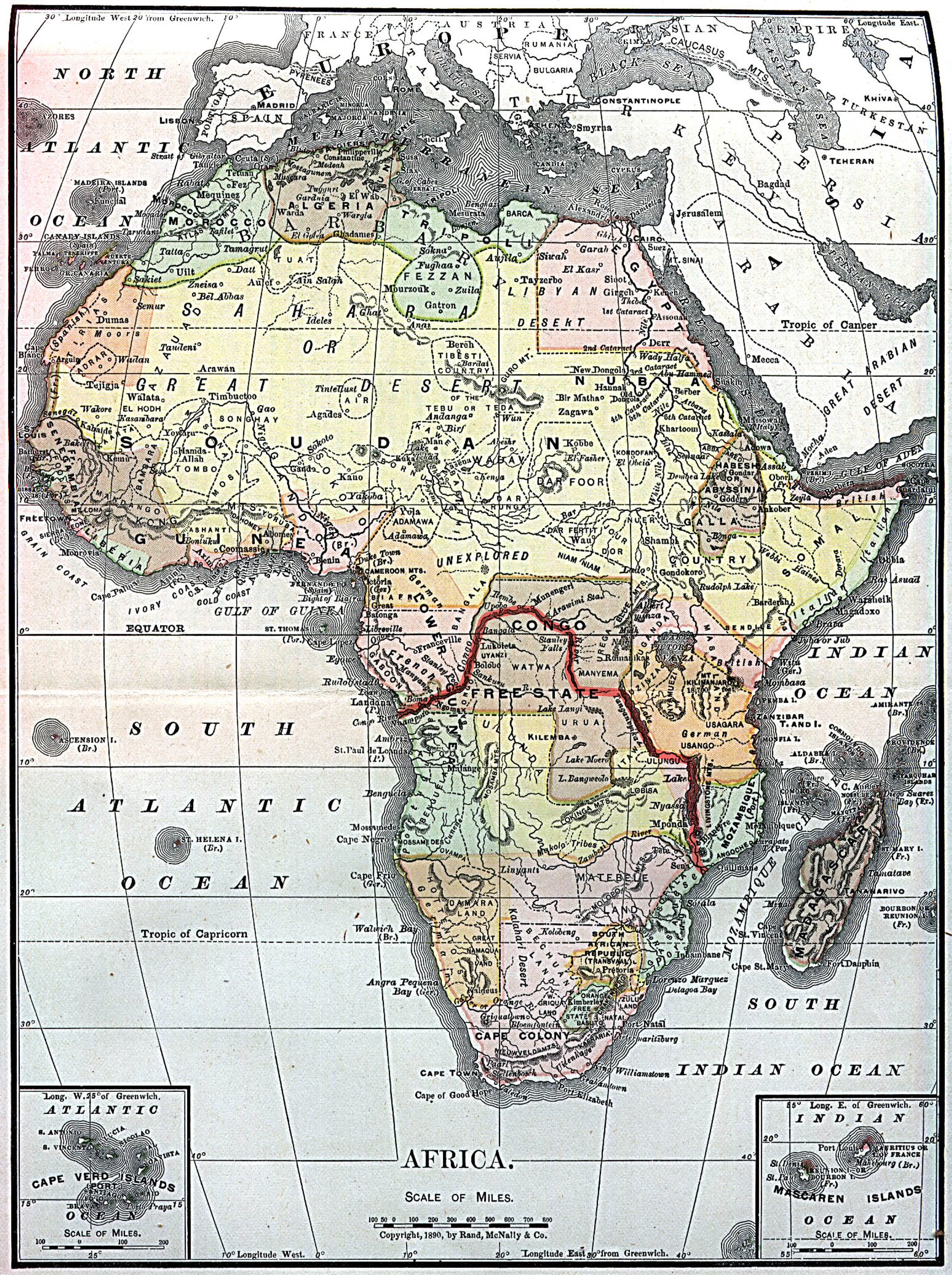
Mapa de la expedición austríaca del Congo al Índico dirigida por Oskar Lenz

Se formó como orfebre y en 1871 realizó un largo viaje por Suiza, el norte del Reino de Italia, Túnez y Egipto, donde permaneció cuatro años y aprendió árabe.
Bohndorff trabajó como ayuda de cámara e intérprete para Charles George Gordon,  gobernador británico de la provincia angloegipcia de Ecuatoria, y lo acompañó en cuatro viajes al Sudán. Entre 1876 y 1879 realizó una expedición al Sudán, visitando Dongola, Kordofán y Darfur, y al África Central. En el viaje de regreso su caravana fue atacada y Bohndorff perdió sus colecciones y dibujos. 
En enero de 1880, se unió a una exploración organizada por Wilhelm Junker. Abandonaron Jartum para atravesar los territorios de los pueblos congoleños mangbetus y azandes, siguiendo los pasos de la ruta de Georg Schweinfurth, y descubrieron las fuentes de los ríos Uele y Aruwimi. Bohndorff enfermó y tuvo que regresar, pero la revuelta mahdista se lo impidió y permaneció un año en Bahr el-Ghazal, entre el pueblo dinka. Bohndorff siguió acompañando a Junker en diversas expediciones africanas hasta 1887. 
A partir de 1887, Bohndorff sirvió con el gobernador del Congo y participó en la llamada “Expedición Austriaca al Congo”, un viaje por África de oeste a este, desde la desembocadura del Congo hasta la desembocadura del Zambeze, con los austríacos Oskar Lenz y Oscar Baumann.
Gracias a sus conocimiento de lenguas africanas y de árabe, desde 1889 sirvió como intérprete en las tropas imperiales para la protección de África.
En 1892 volvió a Alemania y dio una serie de conferencias sobre sus descubrimientos. Fue invitado a la conferencia plenaria anual de la Sociedad Ornitológica Alemana en los años 1893 y 1895. Se cree que murió en 1894 o 1895, debido a la malaria.

## En la Ciencia
Bohndorff descubrió y describió muchas especies de aves, entre ellas las siguientes:
- Anthus leucophrys bohndorffi.
- Ploceus cucullatus bohndorffi.
- Ploceus abyssinicus bohndorffi.
- Phyllanthus atripennis bohndorffi.
- Cyanomitra verticalis bohndorffi.
- Strix woodfordi bohndorffi.
- Syrnium bohndorffi.
- Cinnyris bohndorffi reichenowi
- Nectarinia verticalis bohndorffi.
- Crateropus bohndorffi.